# Made to Love Magic
Made to Love Magic è una raccolta del cantautore inglese Nick Drake, pubblicata nel 2004.

## Descrizione
Il disco contiene per gran parte brani precedentemente editi sulla raccolta Time of No Reply (1987), rimasterizzati. Di essi, Magic e Time of No Reply presentano tuttavia sovraincisioni di nuovi arrangiamenti orchestrali scritti e diretti per l'occasione da Robert Kirby, compagno di college di Drake a Cambridge nonché arrangiatore sui suoi primi due album; Kirby cura qui anche una nota in copertina.
Le tre rimanenti tracce sono:
- una versione alternativa del brano Three Hours anteriore alle sedute di registrazione dell'album Five Leaves Left (1969) che lo contiene, con Rebop Kwaku Baah – futuro percussionista dei Traffic – alle congas;
- un demo del brano River Man registrato nel 1968 a casa di Robert Kirby a Cambridge, così come la già edita Mayfair;
- Tow the Line, verosimilmente l'ultima canzone in assoluto incisa professionalmente da Drake[3]: fu scoperta per puro caso durante i missaggi di questa compilation in coda al nastro che il cantautore registrò nel febbraio 1974 – pochi mesi prima di morire – presso gli studi Sound Techniques di Londra con l'assistenza di John Wood, presumibilmente per un album mai completato.[3] Dalla stessa fonte provengono i brani Rider on the Wheel, Hanging on a Star, Voices e Black-Eyed Dog, tutti già editi su Time of No Reply[2] ma qui per la prima volta missati in stereo dai nastri multitraccia originali.[3]

## Tracce
Testi e musiche di Nick Drake.
1. Rider on the Wheel – 2:38
2. Magic (newly orchestrated by Robert Kirby) – 2:45
3. River Man (Cambridge version) – 4:02
4. Joey – 3:04
5. Thoughts of Mary Jane – 3:39
6. Mayfair (Cambridge version) – 2:12
7. Hanging on a Star – 3:24
8. Three Hours (alternate take) – 5:12
9. Clothes of Sand – 2:31
10. Voices – 3:45
11. Time of No Reply (newly orchestrated by Robert Kirby) – 2:47
12. Black-Eyed Dog – 3:28
13. Tow the Line – 2:20

## Formazione
- Nick Drake – voce, chitarra folk
- Richard Thompson – chitarra elettrica (traccia: 5)
- Rebop Kwaku Baah – conga (traccia: 8)
- Orchestra diretta da Robert Kirby nel 2003 (tracce: 2, 11):

Karen Jones – flauto
Jane Spiers – flauto
Gina Ball – violino
Sally Herbert – violino
Anna Morris – violino
Julia Singleton – violino
Amanda Chancellor – viola
Clare Orsler – viola
Diana Beamish – violoncello
Ian Burdge – violoncello
Rory McFarlane – contrabbasso